# Otto de Lorena
Otto (d. 944) a fost conte de Verdun prin moștenire și duce de Lorena prin numirea pronunțată de către regele Otto I cel Mare.
Otto era fiul contelui Ricwin cu prima sa soție, care era probabil din neamul Liudolfingilor. Ca urmare, el era rudă cu Otto cel Mare, fapt care explică numirea sa într-o funcție înaltă.
Cândva între 940 și 942, el a fost numit duce și i s-a acordat supravegherea asupra lui Henric, fiul lui Gilbert, primul duce de Lorena. El a murit la puțină vreme după aceea și nu cu  mult înaintea lui Henric. El este uneori cuantificat drept Otto I, însă aceeași poziție este ocupată alteori de către Otto al Lotharingiei Inferioare, care a domnit între 993 și 1012.